# Гомолицкий, Лев Николаевич
Лев Николаевич Гомоли́цкий, также Леон Гомоли́цкий (пол. Leon Gomolicki; 27 августа (9 сентября) 1903, Санкт-Петербург — 22 декабря 1988, Лодзь) — русский и польский поэт, эссеист, критик, литературовед и художник-график первой волны эмиграции. Выдающийся организатор литературной жизни русского зарубежья в странах Восточной Европы (прежде всего в Польше).

## Биография
Родился в обрусевшей польской семье. Отец — Николай Осипович Гомолицкий, жандармский офицер, служил в Главном тюремном управлении Министерства юстиции; мать — Аделаида Степановна Гомолицкая (урожд. Адель Станиславовна Зегжда).
В 1914 г. Николай Гомолицкий был назначен комендантом армейского железнодорожного узла в Лановцах на Волыни, в прифронтовой полосе. Жена и сын приехали к нему осенью 1916 г. Семья часто переезжала с места на место, пока в начале 1918 г. не обосновалась в Остроге. Вскоре после того, как 18 сентября 1920 г. район Ровно был занят польскими войсками, Гомолицкие, не надеясь на скорое возвращение в Петроград, отправились в Варшаву. Гомолицкий поступил в русскую гимназию, продолжал обучение в Остроге (годом ранее вошедшем в состав Польши), куда семья решила вернуться в 1922 г., но из-за закрытия в 1924 г. русской гимназии так и не окончил курс. С 1928 г. работал в городской землемерной конторе.
С 1931 г. жил в Варшаве, с 1944 г. — в Лодзи. Похоронен на коммунальном кладбище Долы.

## Творчество
Стихи писал с 12 лет. Дебютировал летом 1918 г. сборником «Стихотворения Льва Николаевича Гомолицкого. 1916—1918. Книга первая», выпущенным на средства отца; в «большой» печати — с 1 мая 1921 г. (2 стихотворения в газ. «Свобода», Варшава). В Остроге входил в поэтическое содружество «Чётки» (1922—1930), изучал древнеиндийскую и древнекитайскую философию, восточные религии, теософские сочинения, оказавшие серьёзное влияние на его творчество. В 1927 г. вместе с С. Рафальским участвовал в организации Дня русской культуры в Остроге.
С 1926 г. входил в пражское литературное объединение «Скит» (был единственным «иностранным» членом объединения), поддерживал многолетнее личное и эпистолярное общение с одним из его основателей А. Л. Бемом.
Живя в Варшаве, играл активную роль в организации литературной жизни русского Зарубежья: основал издательство «Священная лира», был постоянным автором, а впоследствии главным редактором и издателем газеты «Меч». Выступал в печати не только со стихами, но и с литературно-критическими статьями.
Ранним стихам свойственна энергичная, экспрессивная манера, полемически противостоящая поэтике «парижской ноты». Широко использовал приём так называемой «мнимой прозы», записывая стихи без разбиения на строки.
В Лодзи выступил одним из основателей издательства «Лодзь». В послевоенном творчестве полностью перешёл на польский язык. Публиковал, помимо художественных произведений,  литературоведческие и театроведческие исследования (на польском языке); им издано 15 книг прозы. Как исследователь занимался изучением литературы пушкинской поры. Своими трудами невольно способствовал идеологизации писательских образов (Адама Мицкевича, А. С. Грибоедова и других) в советской науке.

## Издания
- Сочинения русского периода. В 3 т. / Сост., подгот. текста, предисл. и примеч. Л. Белошевской, П. Мицнера и Л. Флейшмана; под общей ред. Л. Флейшмана. — М.: Водолей, 2011. — 704 + 672 + 704 с. — (Серебряный век. Паралипоменон).